# برنسن ألاس
Prinzenerlass أو برنسن ألاس ( تُلفظ بالألمانية: [ˈpʁɪntsn̩ʔɛɐ̯ˌlas] ، «مرسوم الأمراء» ، مكتوبة أيضًا باسم Prinzenerlaß )  كان اسم مرسوم صادر في عام 1940 من قبل أدولف هتلر يحظر على أعضاء المنازل الألمانية التي كانت تحكم سابقًا المشاركة في أي عمليات عسكرية في فيرماخت.
في مايو 1940، شارك الأمير فيلهلم من بروسيا، حفيد القيصر فيلهلم الثاني، في غزو فرنسا. أصيب أثناء القتال في فالنسيان وتوفي في مستشفى ميداني في نيفيل في 26 مايو 1940. أقيمت جنازته في كنيسة السلام، ودُفن في ضريح عائلة هوهينزوليرن في المعبد العتيق في حديقة سانسوسي. الخدمة اجتذبت أكثر من 50000 مشيع.  تسبب موته والتعاطف الذي أعقب ذلك من الجمهور الألماني تجاه أحد أفراد العائلة الإمبراطورية في إزعاج هتلر بشكل كبير، وبدأ في رؤية آل هوهنتسولرن كتهديد لسلطته. [بحاجة لمصدر] بعد ذلك بوقت قصير، تم إصدار Prinzenerlass، وتم إعفاء جميع أعضاء العائلات الملكية الألمانية السابقة من المهام القتالية. يحظر المرسوم على أفراد العائلات التي كانت تحكم ألمانيا سابقًا من العمل بنشاط في الفيرماخت، خوفًا من أن يؤدي ذلك إلى زيادة تعاطف الجمهور مع السلالات المخلوعة ويهدد قبضته على السلطة. 